# إلينا روجاس
إلينا روجاس (9 أغسطس 1992 - ) هي لاعبة كرة طائرة كوبا في مركز وسط ‏.

## وصلات خارجية
- إلينا روجاس على موقع عالم الكرة الطائرة (الإنجليزية)